# 呂格赫伊峰
61°37′09″N 8°33′37″E / 61.61917°N 8.56028°E
呂格赫伊峰是挪威的山峰，位於該國東南部內陸郡，處於洛姆，距離首都奧斯陸220公里，屬於尤通黑門山脈的一部分，海拔高度2,141米。